# Piper sierra-aroense
Piper sierra-aroense är en pepparväxtart som beskrevs av J.A. Steyermark. Piper sierra-aroense ingår i släktet Piper och familjen pepparväxter. Inga underarter finns listade i Catalogue of Life.